# Hôtel de Mayenne
L'hôtel de Mayenne est situé au no 21, rue Saint-Antoine et aux nos 38 et 40, rue du Petit-Musc dans le 4e arrondissement de Paris dans le quartier du Marais. Il fut appelé successivement : « hôtel du Petit-Musc », puis : « hôtel de Mayenne » ou « du Maine », et enfin : « hôtel d'Ormesson ».
Les façades et toitures, le vestibule et l'escalier intérieur, et le sol de l'ancien jardin font l’objet d’une inscription au titre des monuments historiques depuis le 21 février 1974.

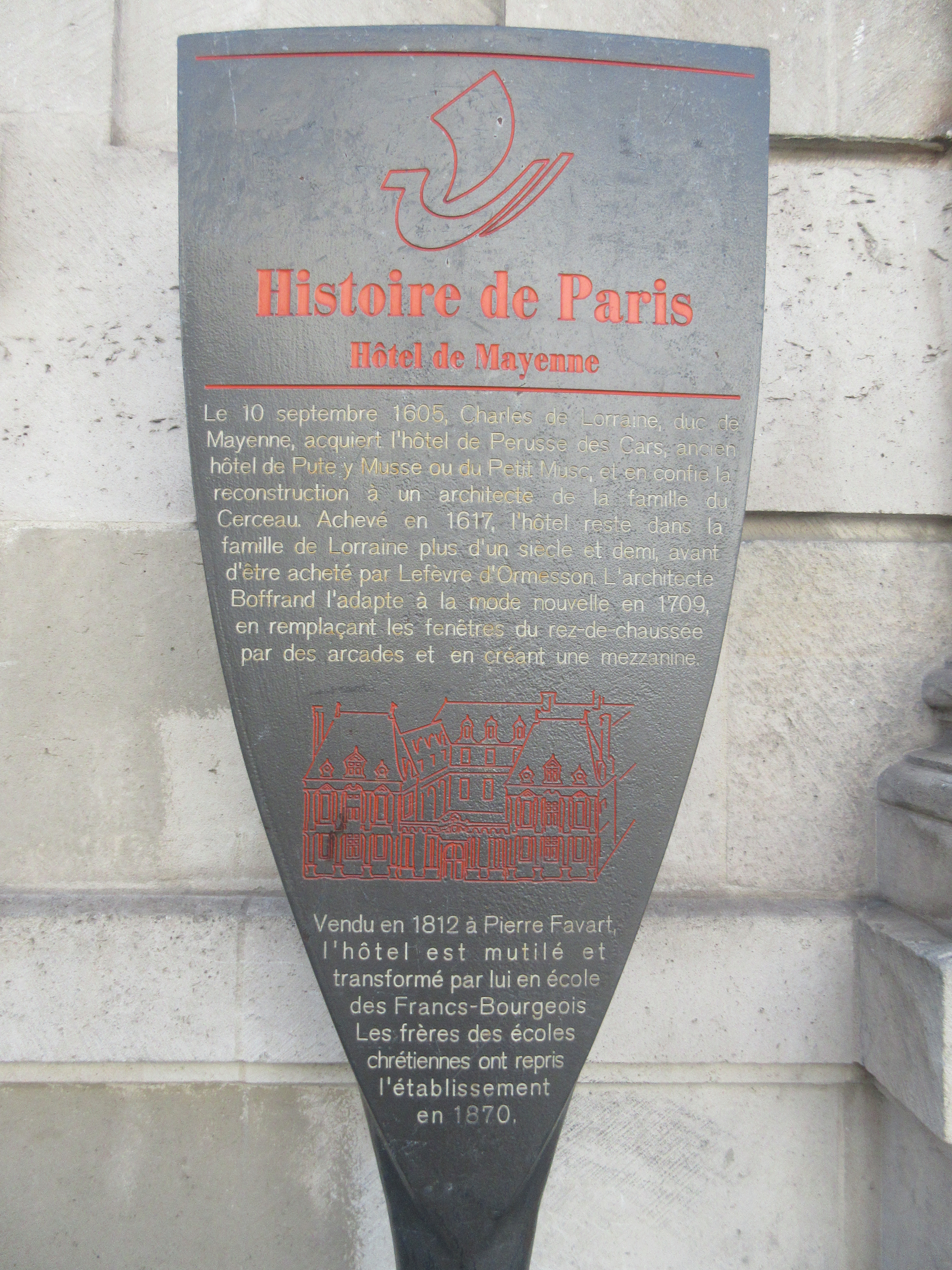
Panneau Histoire de Paris
« Hôtel de Mayenne ».

## Historique
L'hôtel se trouve à l'emplacement de l'« hôtel du Petit-Musc », acheté par Charles VI en 1378, et donné à son frère Louis d'Orléans. 
Il devient en 1562, la propriété du marquis de Boissy (Claude Gouffier, vers 1501-1570) et se nomme « hôtel de Boissy ». Le corps de logis principal et les ailes sur cours sont reconstruites de 1567 à 1569. En 1570, à la mort du marquis, l'hôtel passe aux mains des évêques de Langres puis, en 1605, Charles de Lorraine, duc de Mayenne, l'achète. De 1613 à 1617, son fils Henri fait transformer l'hôtel, sans doute sur les plans de l'architecte Jean Androuet du Cerceau (1585-1649), en particulier le grand escalier en aile sur le jardin et la façade sur la rue Saint-Antoine. Une fois achevé, il prend le nom d’« hôtel de Mayenne » ou « du Maine ». En profondeur, il va aussi loin que le couvent des Visitandines et, à l'ouest, longeait sur une grande partie la rue du Petit-Musc, jusqu'à hauteur du no 30.
De 1645 à 1650 sont ajoutés des balcons en fer forgé sur rue, ornés de croix de Lorraine. De 1707 à 1709, Charles Henri de Lorraine, comte de Vaudémont, fait moderniser et embellir l'hôtel par l'architecte Germain Boffrand. En 1759, le château passe dans la Maison des Lefèvre d'Ormesson, jusqu'en 1812.
En 1812, l'hôtel devient une pension (Favart puis Labrousse) puis en 1870 une maison d'éducation des frères des écoles chrétiennes, fondée en 1843 comme le rappelle l'inscription au-dessus du portail. Cette congrégation laïque est propriétaire du lieu depuis 1971. Il est ainsi occupé jusqu'à aujourd'hui par le groupe scolaire des Francs Bourgeois-Lasalle qui accueille une école primaire, un collège et un lycée général et technologique. Il est principalement réservé aux élèves du lycée. Cette occupation entraîne de nombreuses dégradations : altération de la façade par l'adjonction d'un corps de bâtiment sur le portail, réalisée en 1881 par l'architecte Alfred Coulomb (bâtiment pastiche du style Louis XIII de l'édifice principal, il est non protégé, si bien qu'il ne bénéficie pas comme le reste de la façade d'un ravalement) ; vente des plus belles boiseries en 1881 (remontées en partie à l'hôtel Cahen d'Anvers) ; constructions en béton très indigentes en 1974. Une restauration est entreprise de juillet 2010 à septembre 2012 afin de rendre à l'hôtel son aspect originel, comprenant notamment la destruction du bâtiment de Coulomb. La suppression de ce « bouchon » fait l'objet d'une vive polémique.

## Architecture

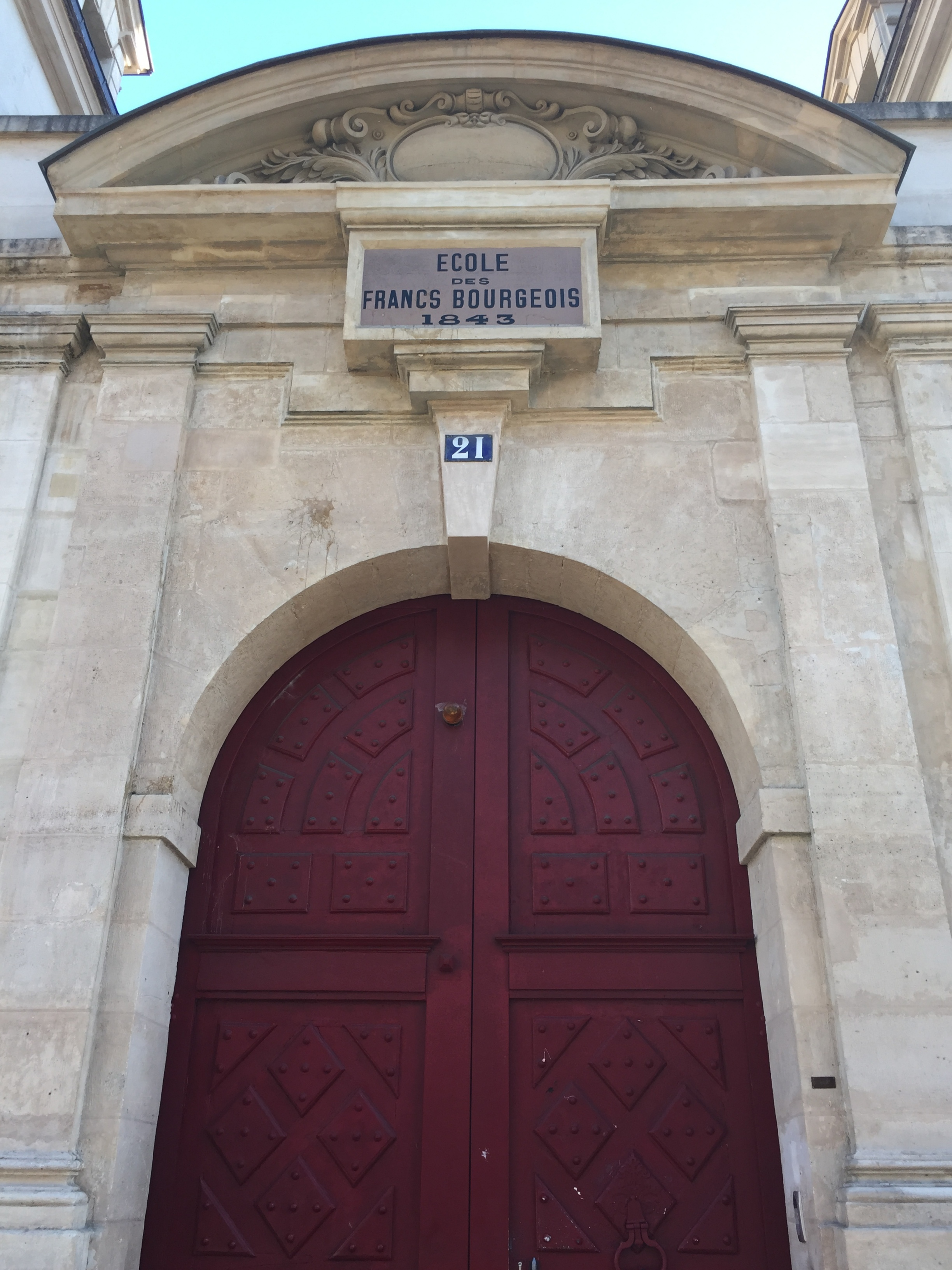
Portail cocher percé dans un rez-de-chaussée couvert en terrasse bordée d'un massif d'appui. Flanquée de pilastres toscans qui supportent un entablement présentant une architrave et couronnée d'un fronton curviligne, cette porte est composée de vantaux, heurtoir et ferrures.

L'édifice est composé d'un corps de logis centré, entre cour et jardin, dispositif qui caractérise l'hôtel « à la française » et qui existe depuis le Moyen Âge (hôtel de Cluny, palais Jacques-Cœur), mais, innovation depuis le XVIe siècle, il adopte un plan en H avec deux petites ailes sur jardin et deux grandes ailes sur cour, terminées par deux pavillons sur rue reliés par une terrasse (comme l'hôtel Carnavalet). Les façades de ces pavillons à soubassement sont restaurées en 1993-1994 et 1997-1998. Leur registre décoratif prend trois voies principales : la sculpture (alternance de frontons), le jeu du bossage et les ordres d'architecture superposés (dorique au rez-de-chaussée, ionique à l'étage). Construits en pierre de taille et en brique dans le goût qui prévaut à l'époque, ils rappellent la polychromie de la place des Vosges. Les garde-corps de fer forgé convexes des fenêtres, ajoutés par l'architecte Boffrand, figurent des croix de Lorraine, symboles de la famille propriétaire.
Dans la cour, l'aile droite a gardé une tourelle à trompe du tout début du XVIIe siècle, son homologue sur l'aile opposée ayant disparu ; sur la gauche, c'est l’ancienne galerie, formée de quatre arcades autrefois à jour, qui amenait à l'escalier d'honneur. Les deux escaliers dans la cour sont du XIXe siècle.
« L'intérieur a perdu la majeure partie des boiseries de Boffrand : il ne subsiste que quelques belles corniches, notamment dans le « salon vert » , au premier étage du pavillon occidental sur rue, et des trumeaux, ici et là. En revanche, le grand escalier de 1609, droit à mur-noyau et sous-faces voûtées de brique, est intact ». Cet escalier d'honneur est à deux volées droites dans le style Henri II. Sa porte est ornée d'un tympan sculpté du motif de Pallas assise au milieu des trophées. Les riches tentures et tapisseries qui recouvraient les murs ont disparu.